# بشاره الخوری
بشاره الخوری (عربی: بشارة الخوری؛ ۱۰ اوت ۱۸۹۰ – ۱۲ ژانویهٔ ۱۹۶۴) یک سیاست‌مدار اهل لبنان بود.

## تحصیل
تحصیلات دروس ابتدایی خود را در مدرسه کلیسای ارتودوکس به مدت دو سال طی سالهای ۱۹۰۳ و ۱۹۰۲ گذراند این مدرسه کمتر از ۱۰ دانش آموز اسقف مربوط به کشیش داشت، که یکی از آنها آقای مطران ایلیا صلیبی بود و اما دانش آموزان دیگر نزدیک به ۲۰۰ نفر بودند که بیشتر آنها از خانواده‌های ارتودوکسی در بیروت لبنان بودند. اولین معلم او شبلی ملاط بود که به او مقدمات زبان فرانسه را درس می‌داد و در سال‌های دوم علم را از یوسف نخله ثابت فرا گرفت، و در زبان عربی از دست استاد یوسف کامل و استاد جرجس همام.
در سال ۱۹۰۴ دردهای مدرسه ارتودوکسی بسته شد و بشارة در ۱۴ سالگی به مدرسه حکمت که نزدیک خانه‌شان بود منتقل شد. در این مدرسه شاگرد الخوری یوسف ابی صعب بود. در این سال ذهن و خیال شعری در شاعر ما شکل گرفت و پس از اینکه از مدرسه حکمت خارج شد به قصد یادگیری زبان فرانسه به مدرسه الفریر رفت.